# ジョン・カルフーン・シェパード
ジョン・カルフーン・シェパード（John Calhoun Sheppard, 1850年7月5日 - 1931年10月7日）は、アメリカ合衆国の政治家。民主党に所属し、1886年7月から11月まで第82代サウスカロライナ州知事を務めた。

## 生い立ちと青年時代
1850年7月5日、シェパードはサウスカロライナ州エッジフィールド郡において誕生した。シェパードはエッジフィールドのベスル・アカデミーで学び、ファーマン大学で法律の学位を取得した。シェパードは1871年に弁護士として認可を受けた。シェパードは1875年にシェパード・ブラザーズ法律事務所で共同経営者となり、弁護士業を開業した。

## サウスカロライナ州下院議員
シェパードは1876年にサウスカロライナ州下院議員に選出され、1877年に下院議長となった。シェパードは州民主党の保守派に強い対抗心を示し、1880年の州知事選挙ではマーティン・ウィザースプーン・ゲイリーを強く支持した。1882年、シェパードは巡回裁判所の判事職を受理するために下院議員および下院議長を辞職した。

## サウスカロライナ州知事
1882年、シェパードは民主党から州副知事候補として擁立され、勝利した。シェパードは1884年にも副知事として再選を果たした。1886年7月、州知事ヒュー・スミス・トンプソンが財務次官補の職を受理するため知事を辞任すると、副知事シェパードが後任として知事に昇格した。
1886年の州知事選挙の民主党予備選挙において、シェパードはベンジャミン・ティルマンや地元日刊紙ザ・ポスト・アンド・クーリエの後押しを受けた。ティルマンは民主党大会においてシェパードの支持を農民協会の代表団にアピールした。だが農民協会はシェパードの支持を断り、結果としてジョン・ピーター・リチャードソンが民主党の知事候補として決定された。

## 知事職退任後とサウスカロライナ州上院議員
シェパードは1886年11月30日に知事職を退くと、サウスカロライナ州エッジフィールド銀行の頭取に就任した。シェパードは1890年の州知事選挙における知事候補の1人として挙げられたが、シェパードはベンジャミン・ティルマンの支持に回った。その後もシェパードは継続的にサウスカロライナ州の政治に関与し、1895年の州憲法制定会議にも参加した。
1898年、シェパードはサウスカロライナ州上院議員に選任され、1904年まで上院議員を務めた。1908年、シェパードはサウスカロライナ州弁護士協会の会長に就任した。シェパードは1919年から1920年まで再び州上院議員を務めた。

## 晩年
1931年10月7日、シェパードはエッジフィールドにおいて死去した。シェパードの遺体はエッジフィールドのウィローブルック墓地に埋葬された。